# Aiwo
Aiwo (früher Aiue, auch Yangor) ist ein Distrikt des Inselstaates Nauru, im Südwesten der Insel. Er grenzt an Denigomodu im Norden, an Buada im Osten und an Boe im Süden. Er ist 1,1 km² groß und hat 1258 Bewohner. Aiwo wird manchmal als inoffizielle Hauptstadt Naurus bezeichnet, obwohl das eigentlich mehr auf Yaren als Sitz von Regierung und Parlament zuträfe. Nauru hat keine offizielle Hauptstadt.
Aiwo hat seinen Namen vom gleichnamigen historischen Dorf Aiwo; gemäß Paul Hambruch bedeutet es „friedlich“.

## Infrastruktur

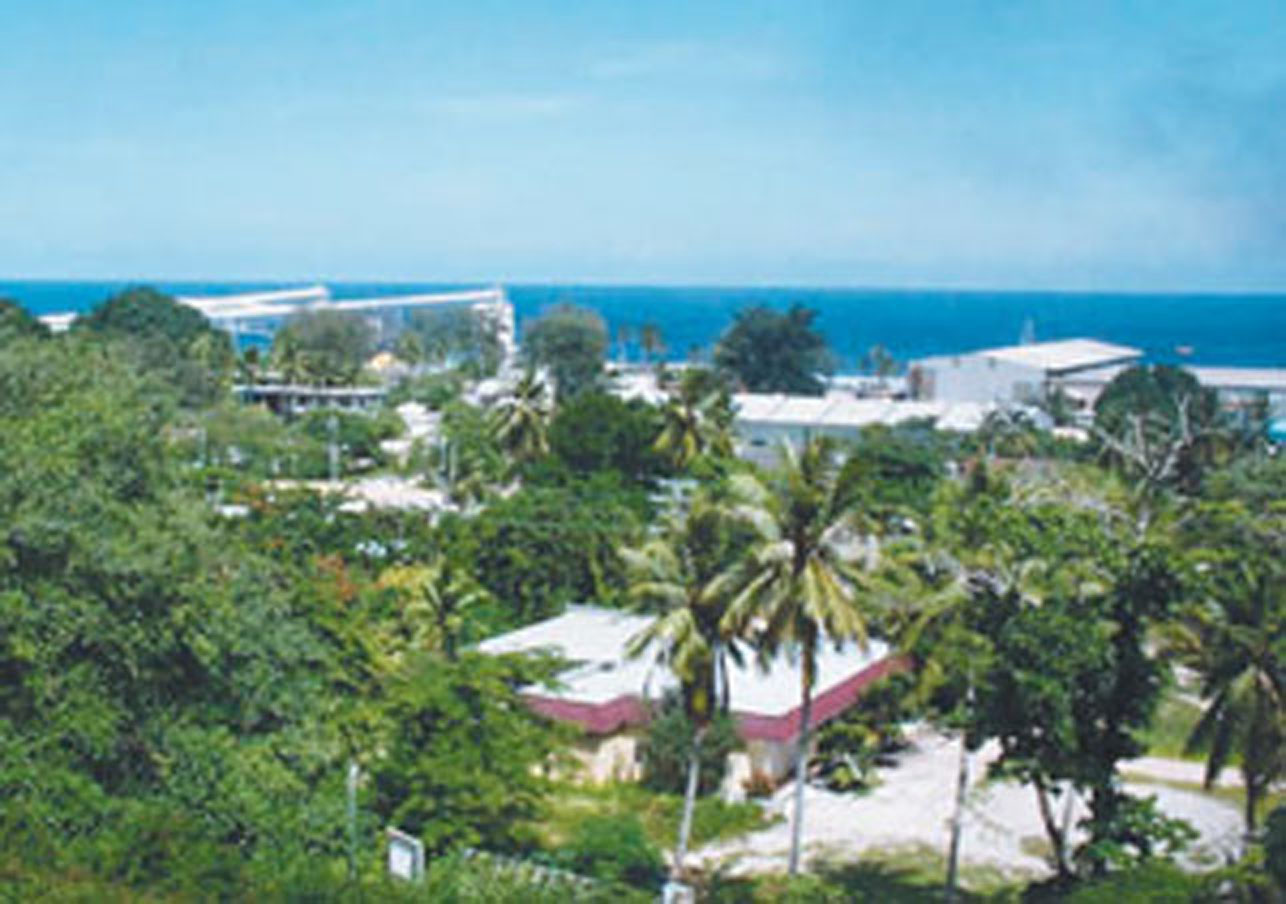
Aiwo mit Blick in den Westen

In Aiwo befindet sich die Hauptindustrie und das kommerzielle Zentrum des Landes. So sind hier zu finden:
- der Aiue Boulevard
- der Aiwo Harbour
- die Chinatown der Insel
- eine Jugendherberge, das OD-N-Aiwo Hotel
- das Kraftwerk
- das Sportstadion Linkbelt Oval
- das Nauru College
- die Verarbeitungsdienste und Verladekräne der NPC
- die Hauptkirche der nauruischen Protestanten (Orro Congregational Church)
- die einzige Poststelle der Insel
- das Bürgerzentrum (Civic Centre) als Gebäude für Konferenzen, Foren etc.

## Historische Dörfer

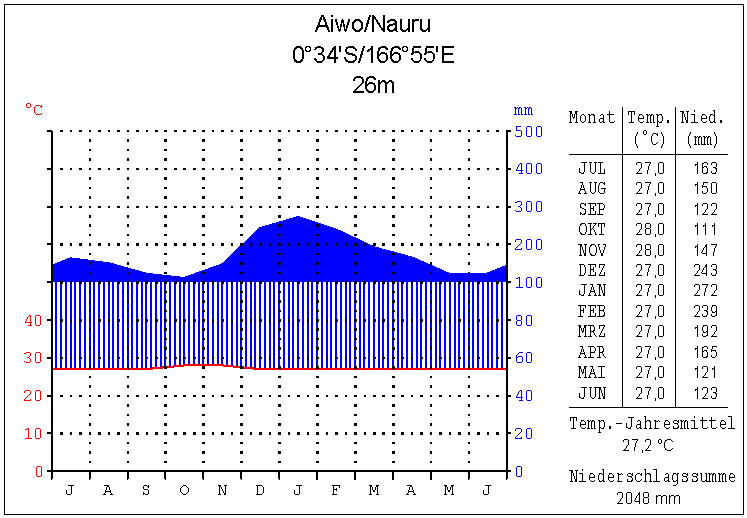
Klimadiagramm Aiwo

Bis 1968 war der heutige Distrikt Aiwo ein Gau, welcher aus den acht historischen Dörfern Aiwo, Aribweabwe, Eaterienago, Eatoborowada, Gabab, Orro, Sigamei und Tebata bestand.

## Persönlichkeiten
- René Harris (1947–2008), Politiker und viermaliger Präsident Naurus
- Marlene Moses (* 1961), Politikerin und Diplomatin
- Yukio Peter (* 1984), Gewichtheber